# コパ・アメリカ
CONMEBOLコパ・アメリカ（西: CONMEBOL Copa América）は、南米サッカー連盟（CONMEBOL）が主催する、世界最古のナショナルチームによるサッカーの大陸選手権大会である。大抵は年度を付加して“コパ・アメリカ [開催国] [年度]”（英: COPA AMERICA [country] [year]）などのように呼称される。旧称は南米選手権（西: Campeonato Sudamericano de Selecciones, 葡: Copa Sul-Americana de Futebol）で、1975年大会より現在の名称となった。

## 歴史

### 南米選手権
1910年にアルゼンチン・チリ・ウルグアイの3カ国による大会が開かれたが、CONMEBOLが設立された1916年の大会を、第1回大会としている。
第1回大会には、アルゼンチン・ブラジル・ウルグアイ・チリの4カ国が参加し、アルゼンチンで開催された。1921年にパラグアイが追加で参加したことを皮切りに、1926年にボリビア、1927年にペルー、1939年にエクアドル、1945年にコロンビア、1967年にベネズエラが順次参加し、南米10カ国全てが参加する大会となった。
南米選手権は、変則的に開催されていたが、1967年ウルグアイ大会からしばらく中断され、1975年にコパ・アメリカとして再開された。

### コパ・アメリカ
この1975年大会からの3大会は、集中開催方式ではなくホーム・アンド・アウェー方式で行われた。1979年大会から、原則4年ごとの開催となった。その後、1987年アルゼンチン大会以降は2年ごとの開催に変更されたが、2004年ペルー大会以降、再び4年ごとの開催に戻っている。
1993年エクアドル大会には、北中米カリブ海サッカー連盟（CONCACAF）からメキシコ・アメリカ合衆国の2カ国を招待。これ以降の各大会では、2カ国（2001年コロンビア大会はアルゼンチンが参加を辞退したため3カ国）を招待している。これまで、メキシコが1993年以降2017年までの各大会に招待され、実質的なレギュラー出場国となっていたほか、もう1カ国もアメリカ合衆国・コスタリカ・ホンジュラスなど、地理的に近いCONCACAFから招待される事が定例になっていた。
これに対する例外として、1999年パラグアイ大会に、アジアサッカー連盟（AFC）の日本が出場した。日本は2011年アルゼンチン大会にも招待されていたものの、東日本大震災の影響によるJリーグ日程変更の影響などもあり出場を辞退し、代わってコスタリカが参加することとなったまた、2019年大会には日本が2度目、また2022年ワールドカップ開催国のカタールが初の招待を受けており、メキシコの連続招待およびCONCACAFからの連続出場が途切れることとなった。
当初、2015年大会の開催国になるはずだったブラジルが、FIFAコンフェデレーションズカップ2013、2014 FIFAワールドカップに加え、2016年リオデジャネイロオリンピックと世界的スポーツイベントの開催が立て続けに予定されている中で2015年に同大会を開催することに難色を示し、結局2019年に開催国となるはずだったチリと開催権を交換、2015年はチリ、2019年はブラジルで開催することとなった。
2015年大会はチリで行われたが、その1年後に南米サッカー連盟（CONMEBOL）の創立100周年を祝って「特別大会」が開かれた。2012年7月5日、メキシコサッカー連盟のフスティノ・コンペアン会長が「2016年大会はアメリカで開かれることになる。これは正式な話だ」と発言した。また、「この話は北中米カリブ海サッカー連盟のジェフリー・ウェブ会長主導の下で行われた。CONMEBOLの発展につながるだろう」と語っている。この大会はCONCACAFから6チームが参加し、全16チームの拡大開催となった。

### 100周年大会とその後
2016年、アメリカで開催されたコパ・アメリカ・センテナリオ大会で100周年が祝われた。この大会は南米以外での初開催であり、CONMEBOL（南米サッカー連盟）とCONCACAF（北中米カリブ海サッカー連盟）から16チームが参加した。大会中、メディアはCONMEBOLとCONCACAFがコパ・アメリカとCONCACAFゴールドカップ（2年ごとにアメリカで開催される大陸選手権）の統合を交渉していると報じた。アメリカサッカー連盟の会長であるスニル・グラティはこの報道を否定し、そのような議論は行われておらず、新しい大会を設立する必要があると述べた。チリがPK戦を制して2度目の優勝を果たした。2016年大会は観客動員数の記録を破り、準決勝までの合計で150万人の観客と試合平均46,000人の観客を記録した。
ブラジルは通常の4年周期で開催される2019年大会を開催し、改装されたマラカナン・スタジアムで行われた決勝でペルーを破り9度目のタイトルを獲得した。CONMEBOLは、2020年からUEFA欧州選手権と同期するように偶数年に大会を開催することを承認し、2020年のコパ・アメリカはアルゼンチンとコロンビアの共同開催で2つのグループに分かれて行われる予定だった。しかし、新型コロナウイルスのパンデミックにより大会は1年延期され、アジアからの招待チームであるオーストラリアとカタールは過密日程のため参加を辞退した。コロンビアは、抗議活動の広がりとCOVID-19の感染増加により大会を2021年11月に移すことを要請したが、CONMEBOLが再延期を拒否したため撤回した。開幕戦の13日前に、アルゼンチンでのCOVID-19の感染拡大により大会全体がブラジルに移された。2021年のコパ・アメリカは10チームで行われ, そのほとんどが感染拡大のために無観客で行われた。マラカナンでの決勝は収容人数の10％に制限された。アルゼンチンがブラジルを破り、28年ぶりのタイトルを獲得した。
CONMEBOLとCONCACAFは2023年1月にパートナーシップ協定を締結し、2024年のコパ・アメリカの開催地としてアメリカが選ばれた。この大会には6つのCONCACAFのチームが参加し、2026年にアメリカで共同開催される予定のFIFAワールドカップと一部の会場を共有することになる。

## 開催方式
CONMEBOL加盟10チームに招待国2チームを合わせた計12チームを4チームずつ3グループに分けグループリーグを行う。各グループの1位2位チームおよび、各グループ3位の中で成績の上位2チームの計8チームが決勝トーナメント進出。
以前の大会においては、様々な試合方式が行われた。数チームによる決勝リーグで争われた大会では、決勝戦や3位決定戦が行なわれなかった。
本大会では、CONMEBOL加盟国が少ないこともあって予選が存在しない。これは大陸王者を決める大会では唯一である。

## 結果

### 南米選手権
| 回 | 開催年 | 開催国       |              | 最終順位     | 最終順位     | 最終順位        | 最終順位 |  | 出場 国数 |
| 回 | 開催年 | 開催国       | 優勝         | 準優勝       | 3位          | 4位             |          |  | 出場 国数 |
| -- | ------ | ------------ | ------------ | ------------ | ------------ | --------------- | -------- |  | --------- |
| 1  | 1916年 | アルゼンチン |              | ウルグアイ   | アルゼンチン | ブラジル        | チリ     |  | 4         |
| 2  | 1917年 | ウルグアイ   | ウルグアイ   | アルゼンチン | ブラジル     | チリ            | 4        |  |           |
| 3  | 1919年 | ブラジル     | ブラジル     | ウルグアイ   | アルゼンチン | チリ            | 4        |  |           |
| 4  | 1920年 | チリ         | ウルグアイ   | アルゼンチン | ブラジル     | チリ            | 4        |  |           |
| 5  | 1921年 | アルゼンチン | アルゼンチン | ブラジル     | ウルグアイ   | パラグアイ      | 4        |  |           |
| 6  | 1922年 | ブラジル     | ブラジル     | パラグアイ   | ウルグアイ   | アルゼンチン    | 5        |  |           |
| 7  | 1923年 | ウルグアイ   | ウルグアイ   | アルゼンチン | パラグアイ   | ブラジル        | 4        |  |           |
| 8  | 1924年 | ウルグアイ   | ウルグアイ   | アルゼンチン | パラグアイ   | チリ            | 4        |  |           |
| 9  | 1925年 | アルゼンチン | アルゼンチン | ブラジル     | パラグアイ   | (3カ国のみ参加) | 3        |  |           |
| 10 | 1926年 | チリ         | ウルグアイ   | アルゼンチン | チリ         | パラグアイ      | 5        |  |           |
| 11 | 1927年 | ペルー       | アルゼンチン | ウルグアイ   | ペルー       | ボリビア        | 4        |  |           |
| 12 | 1929年 | アルゼンチン | アルゼンチン | パラグアイ   | ウルグアイ   | ペルー          | 4        |  |           |
| 13 | 1935年 | ペルー       | ウルグアイ   | アルゼンチン | ペルー       | チリ            | 4        |  |           |
| 14 | 1937年 | アルゼンチン | アルゼンチン | ブラジル     | ウルグアイ   | パラグアイ      | 6        |  |           |
| 15 | 1939年 | ペルー       | ペルー       | ウルグアイ   | パラグアイ   | チリ            | 5        |  |           |
| 16 | 1941年 | チリ         | アルゼンチン | ウルグアイ   | チリ         | ペルー          | 5        |  |           |
| 17 | 1942年 | ウルグアイ   | ウルグアイ   | アルゼンチン | ブラジル     | パラグアイ      | 7        |  |           |
| 18 | 1945年 | チリ         | アルゼンチン | ブラジル     | チリ         | ウルグアイ      | 7        |  |           |
| 19 | 1946年 | アルゼンチン | アルゼンチン | ブラジル     | パラグアイ   | ウルグアイ      | 6        |  |           |
| 20 | 1947年 | エクアドル   | アルゼンチン | パラグアイ   | ウルグアイ   | チリ            | 8        |  |           |
| 21 | 1949年 | ブラジル     | ブラジル     | パラグアイ   | ペルー       | ボリビア        | 8        |  |           |
| 22 | 1953年 | ペルー       | パラグアイ   | ブラジル     | ウルグアイ   | チリ            | 7        |  |           |
| 23 | 1955年 | チリ         | アルゼンチン | チリ         | ペルー       | ウルグアイ      | 6        |  |           |
| 24 | 1956年 | ウルグアイ   | ウルグアイ   | チリ         | アルゼンチン | ブラジル        | 6        |  |           |
| 25 | 1957年 | ペルー       | アルゼンチン | ブラジル     | ウルグアイ   | ペルー          | 7        |  |           |
| 26 | 1959年 | アルゼンチン | アルゼンチン | ブラジル     | パラグアイ   | ペルー          | 7        |  |           |
| 27 | 1959年 | エクアドル   | ウルグアイ   | アルゼンチン | ブラジル     | エクアドル      | 5        |  |           |
| 28 | 1963年 | ボリビア     | ボリビア     | パラグアイ   | アルゼンチン | ブラジル        | 7        |  |           |
| 29 | 1967年 | ウルグアイ   | ウルグアイ   | アルゼンチン | チリ         | パラグアイ      | 6        |  |           |

### コパ・アメリカ
| 回 | 開催年 | 開催国              |              | 決勝戦                | 決勝戦            | 決勝戦              |                  | 3位決定戦             | 3位決定戦 | 3位決定戦 |  | 出場 国数 |
| 回 | 開催年 | 開催国              | 優勝         | 結果                  | 準優勝            | 3位                 | 結果             | 4位                   |           |           |  | 出場 国数 |
| -- | ------ | ------------------- | ------------ | --------------------- | ----------------- | ------------------- | ---------------- | --------------------- | --------- | --------- |  | --------- |
| 30 | 1975年 | ホーム&アウェー方式 |              | ペルー                | 0 - 1 2 - 0 1 - 0 | コロンビア          |                  | ブラジル · ウルグアイ | -----     |           |  | 10        |
| 31 | 1979年 | ホーム&アウェー方式 | パラグアイ   | 3 - 0 0 - 1 0 - 0 aet | チリ              | ブラジル · ペルー   | -----            |                       | 10        |           |  |           |
| 32 | 1983年 | ホーム&アウェー方式 | ウルグアイ   | 2 - 0 1 - 1           | ブラジル          | ペルー · パラグアイ | -----            |                       | 10        |           |  |           |
| 33 | 1987年 | アルゼンチン        | ウルグアイ   | 1 - 0                 | チリ              | コロンビア          | 2 - 1            | アルゼンチン          | 10        |           |  |           |
| 34 | 1989年 | ブラジル            | ブラジル     | -----                 | ウルグアイ        | アルゼンチン        | -----            | パラグアイ            | 10        |           |  |           |
| 35 | 1991年 | チリ                | アルゼンチン | -----                 | ブラジル          | チリ                | -----            | コロンビア            | 10        |           |  |           |
| 36 | 1993年 | エクアドル          | アルゼンチン | 2 - 1                 | メキシコ          | コロンビア          | 1 - 0            | エクアドル            | 12        |           |  |           |
| 37 | 1995年 | ウルグアイ          | ウルグアイ   | 1 - 1 (PK 5 - 3)      | ブラジル          | コロンビア          | 4 - 1            | アメリカ合衆国        | 12        |           |  |           |
| 38 | 1997年 | ボリビア            | ブラジル     | 3 - 1                 | ボリビア          | メキシコ            | 1 - 0            | ペルー                | 12        |           |  |           |
| 39 | 1999年 | パラグアイ          | ブラジル     | 3 - 0                 | ウルグアイ        | メキシコ            | 2 - 1            | チリ                  | 12        |           |  |           |
| 40 | 2001年 | コロンビア          | コロンビア   | 1 - 0                 | メキシコ          | ホンジュラス        | 2 - 2 (PK 5 - 4) | ウルグアイ            | 12        |           |  |           |
| 41 | 2004年 | ペルー              | ブラジル     | 2 - 2 (PK 4 - 2)      | アルゼンチン      | ウルグアイ          | 2 - 1            | コロンビア            | 12        |           |  |           |
| 42 | 2007年 | ベネズエラ          | ブラジル     | 3 - 0                 | アルゼンチン      | メキシコ            | 3 - 1            | ウルグアイ            | 12        |           |  |           |
| 43 | 2011年 | アルゼンチン        | ウルグアイ   | 3 - 0                 | パラグアイ        | ペルー              | 4 - 1            | ベネズエラ            | 12        |           |  |           |
| 44 | 2015年 | チリ                | チリ         | 0 - 0 aet (PK 4 - 1)  | アルゼンチン      | ペルー              | 2 - 0            | パラグアイ            | 12        |           |  |           |
| 45 | 2016年 | アメリカ合衆国      | チリ         | 0 - 0 aet (PK 4 - 2)  | アルゼンチン      | コロンビア          | 1 - 0            | アメリカ合衆国        | 16        |           |  |           |
| 46 | 2019年 | ブラジル            | ブラジル     | 3 - 1                 | ペルー            | アルゼンチン        | 2 - 1            | チリ                  | 12        |           |  |           |
| 47 | 2021年 | ブラジル            | アルゼンチン | 1 - 0                 | ブラジル          | コロンビア          | 3 - 2            | ペルー                | 10        |           |  |           |
| 48 | 2024年 | アメリカ合衆国      | アルゼンチン | 1 - 0 aet             | コロンビア        | ウルグアイ          | 2 - 2 (PK 4 - 3) | カナダ                | 16        |           |  |           |

- 斜字は招待国

## 統計

### 代表別通算成績
| 順 | 国・地域名     | 出 | 優 | 準 | 三 | 四 | 試  | 勝  | 分 | 敗 | 点  | 均   | 得  | 失  | 差   |
| -- | -------------- | -- | -- | -- | -- | -- | --- | --- | -- | -- | --- | ---- | --- | --- | ---- |
| 1  | アルゼンチン   | 44 | 16 | 14 | 5  | 2  | 208 | 133 | 42 | 33 | 441 | 2.12 | 483 | 183 | +300 |
| 2  | ウルグアイ     | 46 | 15 | 6  | 10 | 5  | 212 | 115 | 40 | 57 | 385 | 1.82 | 421 | 226 | +195 |
| 3  | ブラジル       | 38 | 9  | 12 | 7  | 3  | 195 | 109 | 41 | 45 | 368 | 1.89 | 435 | 206 | +229 |
| 4  | チリ           | 41 | 2  | 4  | 5  | 11 | 191 | 67  | 35 | 89 | 236 | 1.24 | 291 | 317 | -26  |
| 5  | パラグアイ     | 39 | 2  | 6  | 7  | 7  | 177 | 64  | 43 | 73 | 235 | 1.31 | 267 | 311 | -44  |
| 6  | ペルー         | 34 | 2  | 1  | 8  | 6  | 164 | 58  | 40 | 66 | 214 | 1.30 | 230 | 258 | -28  |
| 7  | コロンビア     | 24 | 1  | 2  | 5  | 2  | 130 | 51  | 29 | 50 | 182 | 1.40 | 154 | 194 | -40  |
| 8  | ボリビア       | 29 | 1  | 1  | 0  | 2  | 122 | 20  | 26 | 76 | 86  | 0.70 | 109 | 308 | -199 |
| 9  | エクアドル     | 30 | 0  | 0  | 0  | 2  | 130 | 17  | 28 | 85 | 79  | 0.61 | 139 | 331 | -192 |
| 10 | メキシコ       | 11 | 0  | 2  | 3  | 0  | 51  | 20  | 14 | 17 | 74  | 1.45 | 67  | 63  | +4   |
| 11 | ベネズエラ     | 20 | 0  | 0  | 0  | 1  | 74  | 11  | 18 | 45 | 51  | 0.69 | 59  | 182 | -123 |
| 12 | コスタリカ     | 6  | 0  | 0  | 0  | 0  | 20  | 6   | 4  | 10 | 22  | 1.10 | 19  | 35  | -16  |
| 13 | アメリカ合衆国 | 5  | 0  | 0  | 0  | 2  | 21  | 6   | 2  | 13 | 20  | 0.95 | 21  | 32  | -11  |
| 14 | ホンジュラス   | 1  | 0  | 0  | 1  | 0  | 6   | 3   | 1  | 2  | 10  | 1.67 | 7   | 5   | +2   |
| 15 | パナマ         | 2  | 0  | 0  | 0  | 0  | 7   | 3   | 0  | 4  | 9   | 1.29 | 10  | 20  | -10  |
| 16 | カナダ         | 1  | 0  | 0  | 0  | 1  | 5   | 1   | 3  | 2  | 6   | 1.00 | 4   | 7   | -3   |
| 17 | 日本           | 2  | 0  | 0  | 0  | 0  | 6   | 0   | 3  | 3  | 3   | 0.50 | 6   | 15  | -9   |
| 18 | カタール       | 1  | 0  | 0  | 0  | 0  | 3   | 0   | 1  | 2  | 1   | 0.33 | 2   | 5   | -3   |
| 19 | ハイチ         | 1  | 0  | 0  | 0  | 0  | 3   | 0   | 0  | 3  | 0   | 0.00 | 1   | 12  | -11  |
| 20 | ジャマイカ     | 3  | 0  | 0  | 0  | 0  | 9   | 0   | 0  | 9  | 0   | 0.00 | 1   | 16  | -15  |

- データは2024年大会終了時点
- 太字は優勝経験のある国・地域で、太数字は最多記録
- 斜字は招待国
- 国・地域名は現在の名称で統一した
- 順位は通算勝点の多い順で、通算勝点が同数の場合は1試合あたりの平均勝点が多い方を、それも同数の場合は得失点差の優れた方を、得失点差も同数の場合は総得点の多い方を上にした
- PK戦で決着がついた試合は記録上引き分けとなる

### 優勝回数

国別優勝回数

| 回数 | 国名         | 年                                                                               |
| ---- | ------------ | -------------------------------------------------------------------------------- |
| 16回 | アルゼンチン | 1921,1925,1927,1929,1937,1941,1945,1946,1947,1955, 1957,1959,1991,1993,2021,2024 |
| 15回 | ウルグアイ   | 1916,1917,1920,1923,1924,1926,1935,1942,1956,1959, 1967,1983,1987,1995,2011      |
| 9回  | ブラジル     | 1919,1922,1949,1989,1997,1999,2004,2007,2019                                     |
| 2回  | ペルー       | 1939,1975                                                                        |
| 2回  | パラグアイ   | 1953,1979                                                                        |
| 2回  | チリ         | 2015,2016                                                                        |
| 1回  | ボリビア     | 1963                                                                             |
| 1回  | コロンビア   | 2001                                                                             |

- 斜数字は南米選手権時代の開催年

### 個人通算得点
| 順位 | 選手名                       | 得点数 |
| ---- | ---------------------------- | ------ |
| 1    | ジジーニョ                   | 17     |
| 1    | ノルベルト・メンデス         | 17     |
| 3    | テオドロ・フェルナンデス     | 15     |
| 3    | セベリーノ・バレラ           | 15     |
| 5    | パオロ・ゲレーロ             | 14     |
| 5    | エドゥアルド・バルガス       | 14     |
| 5    | リオネル・メッシ             | 14     |
| 8    | エクトル・スカローネ         | 13     |
| 8    | ホセ・マヌエル・モレノ       | 13     |
| 8    | アデミール                   | 13     |
| 8    | ジャイルジーニョ             | 13     |
| 8    | ガブリエル・バティストゥータ | 13     |

## 日本代表の参加
1999年大会に初めて招待され、トルシエ監督のもと1分2敗でグループリーグ敗退となった。2011年大会にも招待されていたが、東日本大震災の影響で辞退した。2019年大会には同じAFCのカタール代表とともに、AFCアジアカップ2019のファイナリストとして招待されたが、2分1敗でまたもグループリーグ敗退となった。